# Šanghajská dopravní univerzita
Šanghajská dopravní univerzita (čínsky v českém přepisu Šang-chaj ťiao-tchung ta-süe, pchin-jinem Shànghǎi Jiāotōng Dàxué, znaky zjednodušené 上海交通大学, tradiční 上海交通大學) je univerzita v Šanghaji v Čínské lidové republice. Její jméno pouze odkazuje k jejímu založení v roce 1896 ministerstvem pošt a komunikací říše Čching – univerzita má všeobecné zaměření a patří do prestižní devítky čínských univerzit Ťiou-siao Lien-meng. Má 31 fakult a 250 magisterských oborů. Celkově na ní studuje přes čtyřicet tisíc studentů. Výuku zajišťuje bezmála dva tisíce profesorů a docentů.
Tradiční sídlo s historickými budovami je v obvodě Sü-chuej, ale většina univerzity sídlí v novém kampusu v obvodě Min-chang.
Celosvětově je univerzita známá také svým Šanghajským žebříčkem, který hodnotí přes 1000 vysokých škol podle jejich vědeckého výstupu.